# Мішель Галабрю
Мішель Галабрю́ (фр. Michel Galabru; 27 жовтня 1922 — 4 січня 2016) — французький актор театру і кіно. На його рахунку 279 фільмів.

## Біографія
Народився 27 жовтня 1922 року в Сафі, Французьке Марокко.
Батько Мішеля викладав в Національному інституті мостів і доріг, а сам Мішель хотів тільки одного: стати професійним футболістом. Але він знайшов своє покликання в театрі.
Він поїхав до Парижа, де після двох років підготовки успішно склав іспити до Національної академії драматичного мистецтва. Закінчивши її, молодий актор в 1950 р. був прийнятий в трупу «Комеді Франсез», де грав у п'єсах класичного репертуару.
У 1951 р. Жан Девевр запропонував йому вперше знятися в кіно — у фільмі «Моя дружина, моя корова і я». У 1957 Галабрю покинув «Комеді Франсез» і почав працювати в невеликих театрах, одночасно виконуючи багато маленьких ролей у кіно.
З 1960-х років його ролі стали значнішими. Початок цьому поклали популярний фільм Іва Роберу «Війна ґудзиків» і особливо картина «Жандарм із Сан-Тропе» Жана Жиро. Його типаж стовідсоткового француза і буркуна, що часто не справляється з положенням, чудово підійшов до ролі старшого унтер-офіцера Жербьє, що віддає накази сержанту Крюшо (Луї де Фюнес). Попри те, що всі п'ять серій «Жандарма» не можна назвати рівноцінними, вони мали величезний успіх.
У 1971 р. фільм «Довічна рента» відкрив перед ним, нарешті, шлях до справжньої кар'єри: йому довелося чекати 20 років, щоб його талант був визнаний. Акторові почали пропонувати драматичні ролі.
У 1990-х Мішель Галабрю став рідше з'являтися на екранах, він знявся майже в десятці фільмів у ці роки. У 1998 р. він виконав роль зухвалого старости села безстрашних галлів в фільмі Клода Зіді «Астерікс і Обелікс проти Цезаря», а в 2000 р. разом з Жаном-Полем Бельмондо, Андре Дюссолье і Мішелем Серро знявся у фільмі Бертрана Бліє «Актори».

## Нагороди
- Великий офіцер ордена «За заслуги»
- Премія Сезар

## Вибрана фільмографія
- 1959 — Три мушкетера (Les trois mousquetaires) — Бонасьє
- 1961 — Знамениті любовні історії (Amours célèbres) — Шампань, слуга короля
- 1964 — Жандарм із Сан-Тропе
- 1965 — Жандарм у Нью-Йорку
- 1968 — Жандарм одружується
- 1976 — Суддя і вбивця (Le Juge et l'Assassin) — Джозеф Був'є
- 1980 — Тиждень відпустки (Une semaine de vacances) — Маншерон
- 1985 — Підземка (Subway)
- 1992 — Прекрасна епоха
- 1999 — Астерікс і Обелікс проти Цезаря
- 2008 — Лашкаво прошимо